# Hegyi kakukkfű
A hegyi kakukkfű (Thymus pulegioides), más néven kisvirágú kakukkfű, az  ajakosvirágúak (Lamiales) rendjébe, az árvacsalánfélék (Lamiaceae) családjába tartozó növényfaj.

## Megjelenése
5-20 cm magas, évelő növény. Szára kúszó vagy felálló, kopasz, csak a négy élén rövid szőrös. Levelei kicsik, ovális alakúak, keresztben átellenes állásúak, ékvállúak, csúcsuk tompa, mint a murvaleveleknek, általában a teljes száron elosztva, ritkásan találhatóak meg. Szélük ép, felszínük fedőszőrökkel nem borított, az állaga enyhén bőrszerű, leggyakrabban levélnyéllel kapcsolódik a szárhoz. A levéllemez hossza 8-14 mm, szélessége 3,5-6 mm között van. 
Virágai kicsik, halványrózsa- és lila színűek, végálló fejecskeszerű virágzatban helyezkednek el, melyek közepesek, vagy sűrűk, hosszuk 6-81 mm között van, alakja igen változatos, hengeres, megszakított hengeres, gömbölyded, téglalap-kúpos. A párta bíboros-rózsaszínű. Június és szeptember között virágzik. Túlnyomórészt felálló hajtásokkal rendelkezik, ezek magassága 4-24 cm. A növény minden részének intenzív illata van, de a kakukkfüvek jellegzetes illatán kívül, citromolaj tartalma miatt enyhe citrus illattal is rendelkezik.

## Előfordulása
Savanyú, vagy közel semleges kémhatású talajon él. Patakok savanyú öntéstalajain, hegyi réteken, kaszálókon, szőrfűgyepen, szilikát sziklagyepen, rekettyés tölgyesekben fordul el. Csaknem egész Európában elterjedt. Napfény és melegkedvelő növények, de létfontosságú számukra a jó vízelvezető képességű talaj. Ellenállóak, bírják az extrém száraz körülményeket, a hideget, és a forróságot is.
Magyarországi jelentősebb előfordulási tájegységei: Balaton-felvidék, Bükk, Mátra, Visegrádi-hegység, Zempléni-hegység. Itt mind az öt őshonos Thymus gyűjtőfaj előfordul: a Keskenylevelű kakukkfű (T. serpyllum), a Közönséges kakukkfű (T. glabrescens), a Magyar kakukkfű (T. pannonicus), a Korai kakukkfű (T. praecox), és a Hegyi kakukkfű (T. pulegioides). Ez utóbbit a legkönnyebb beazonosítani.

## Gyógyhatása
Görcsoldó és antibiotikus hatóanyagainak köszönhetően csillapítja a köhögést, jó a gyomor- és bélpanaszokra is.

## Képgaléria

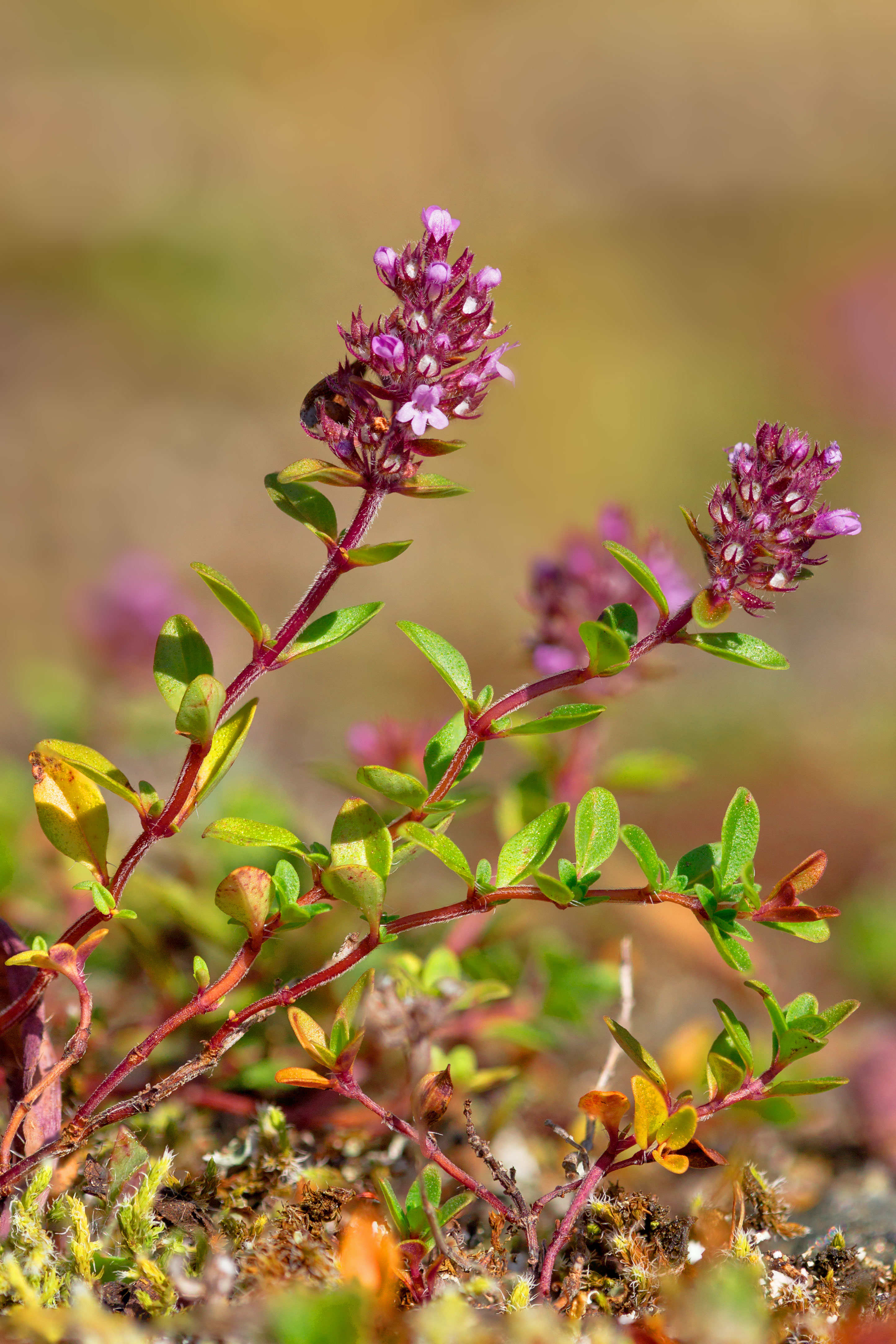
Kifejlett növény
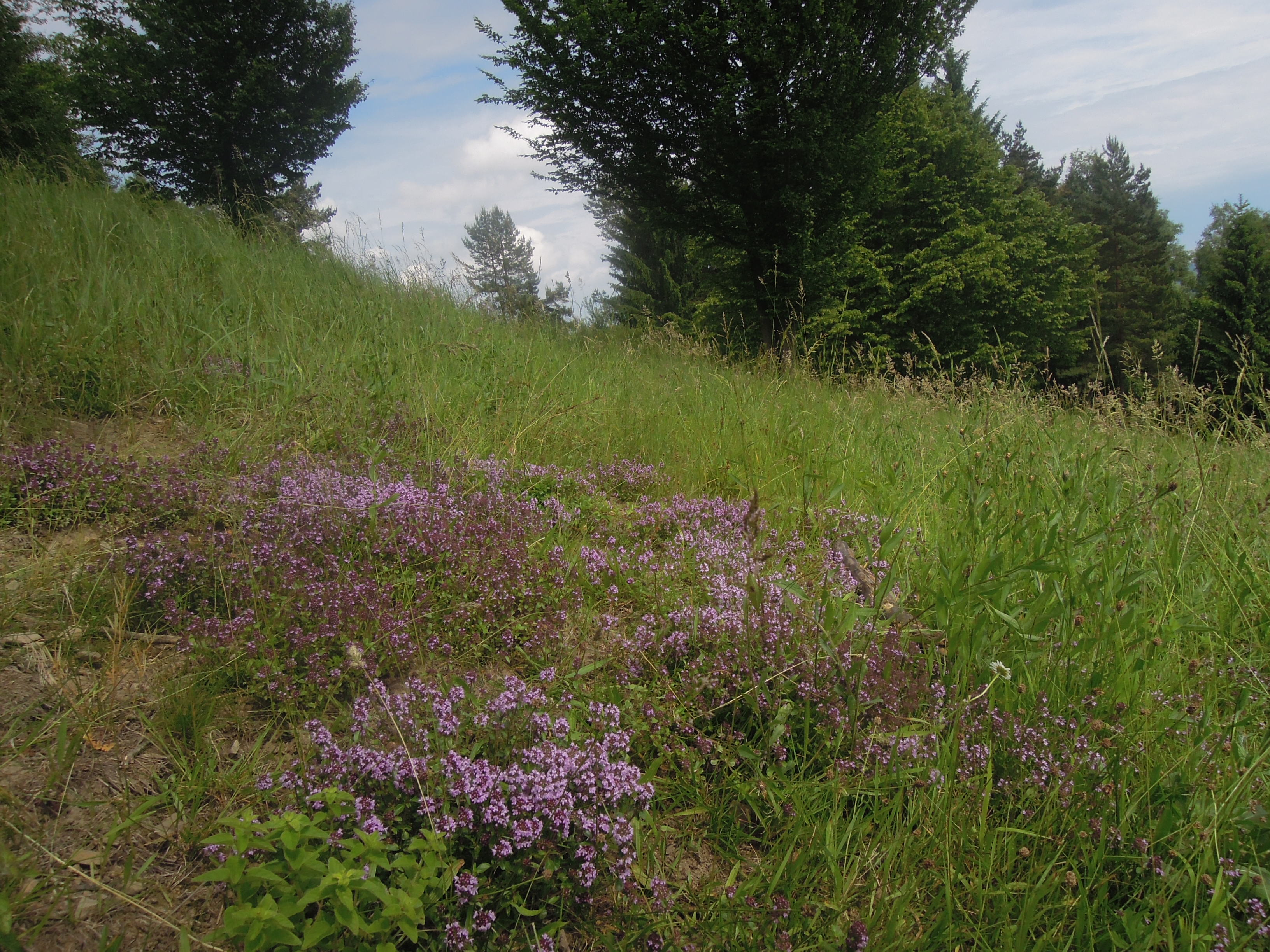
Természetes élőhelyén
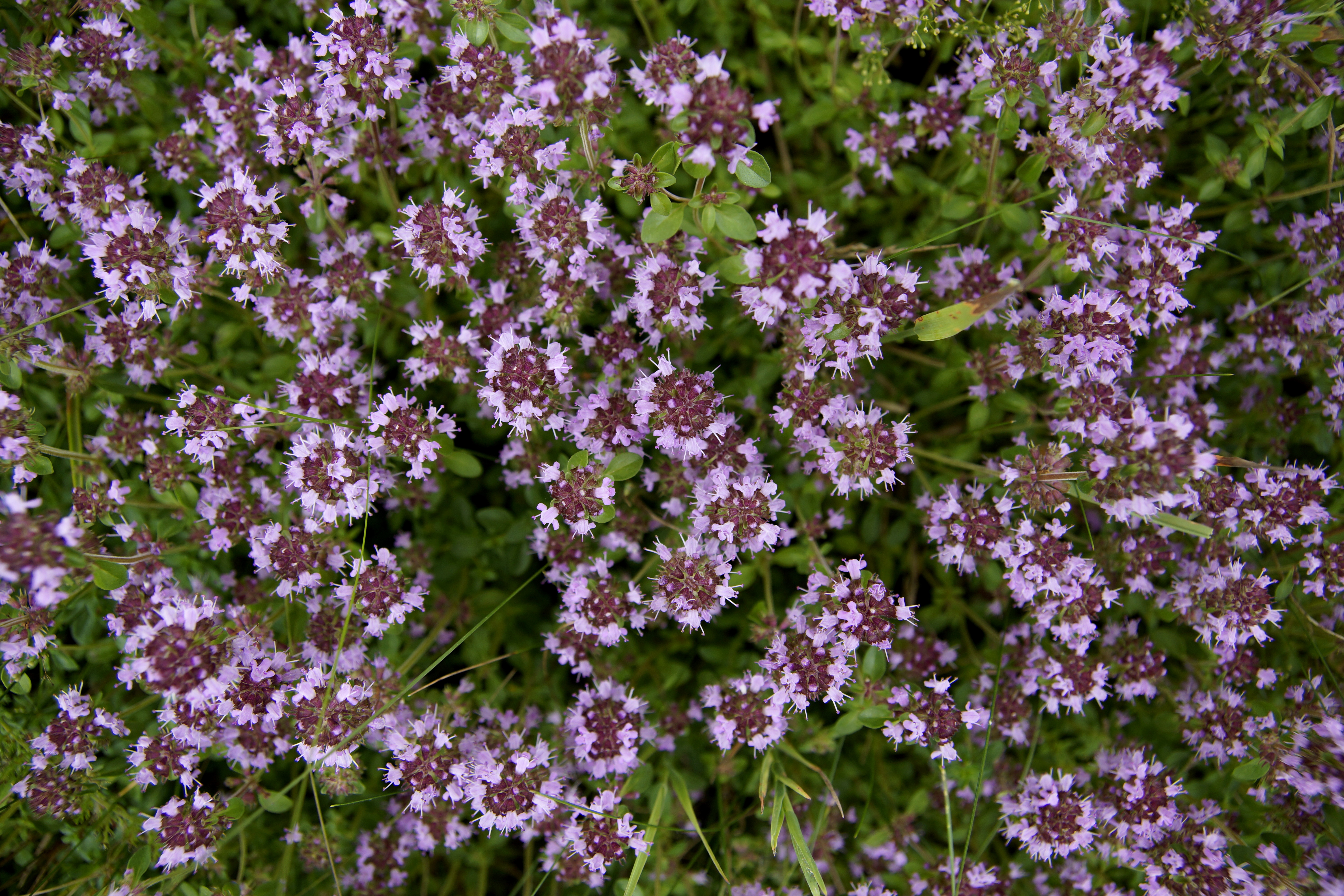
Nyíló virágai
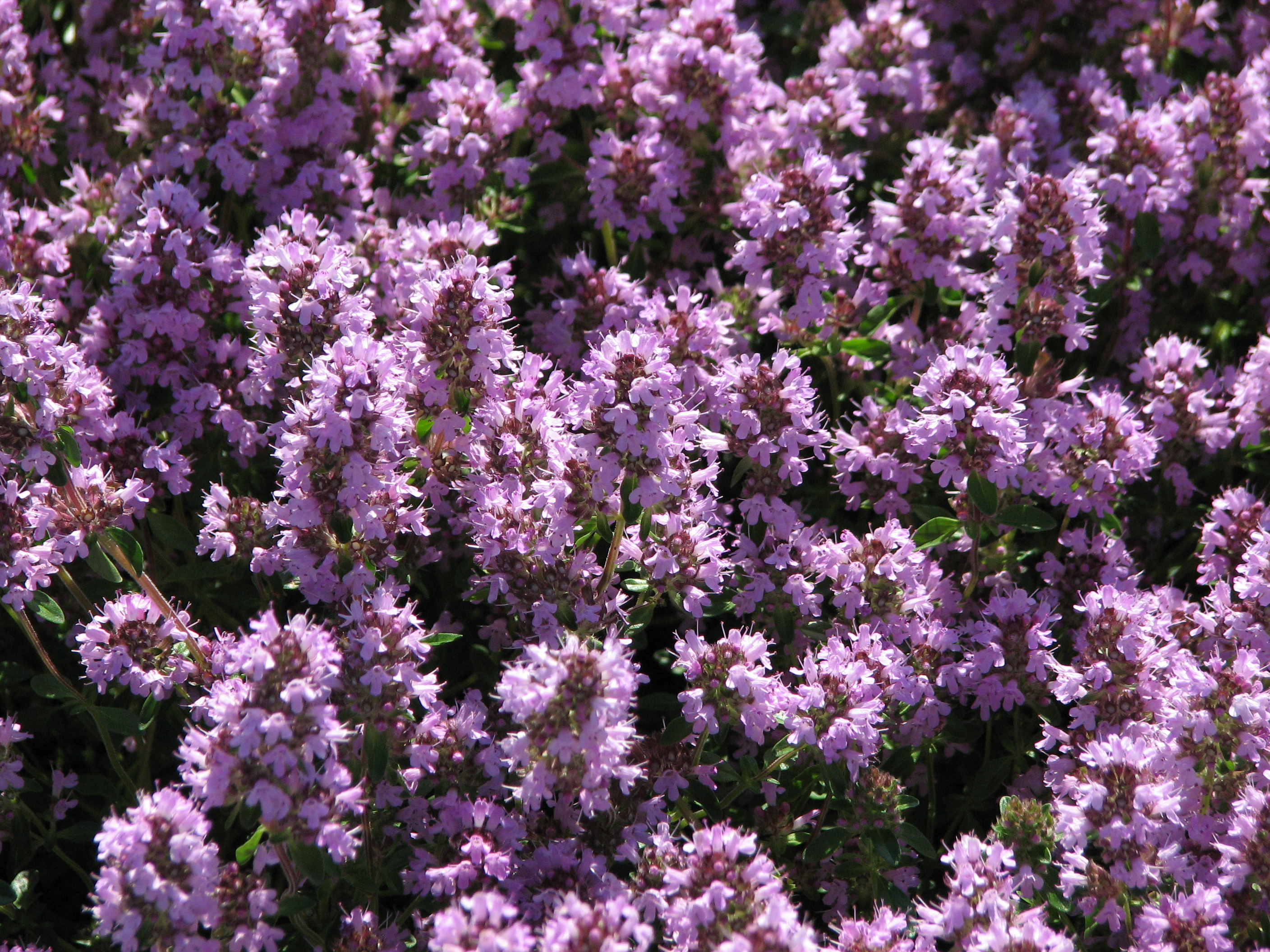
Kifejlett virágzat
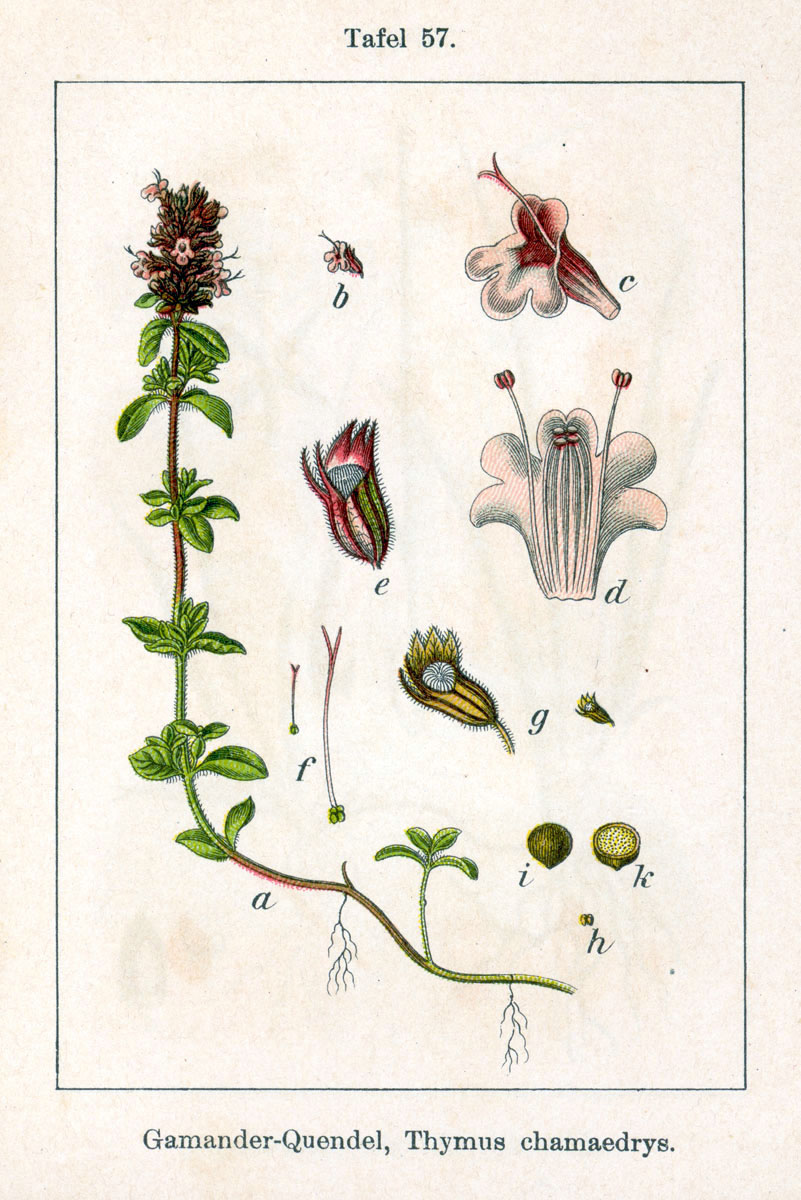
Illusztráció
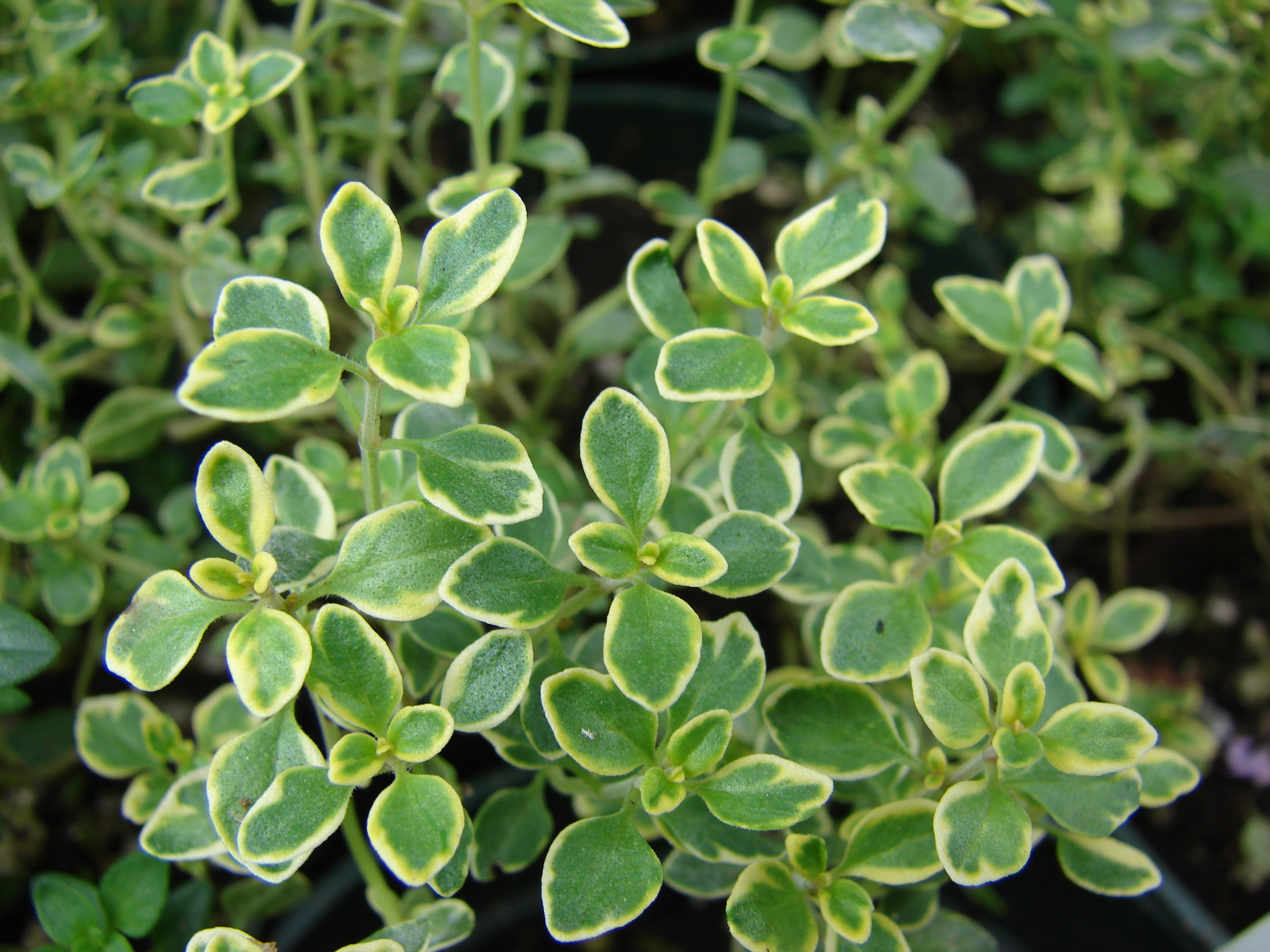
Thymus citriodorus a T. pulegioides és a T. vulgaris hibridje